# Ustawa o ministrach Zjednoczonego Królestwa Wielkiej Brytanii i Irlandii Północnej z 1975 roku
Ustawa o ministrach Zjednoczonego Królestwa Wielkiej Brytanii i Irlandii Północnej (ang. Ministers of the Crown Act, 1975) – akt prawny dający uprawnienie Koronie do przekazywania kompetencji ministrom za pomocą rozporządzeń królewskich.
Monarcha, zgodnie z rozporządzeniem, ma prawo:
- do przekazania kompetencji ministrowi Korony, które pierwotnie były wykonywane przez innego ministra
- podjąć decyzję o rozwiązaniu departamentu rządowego, który prowadzony był przez określonego ministra Korony i jednocześnie zażądać rozwiązania lub rozdzielenia na rzecz innego, lub kilku ministrów Korony, sformułowanych w rozporządzeniu kompetencji, które pierwotnie należały do ministra kierującego departamentem rządowym
- zarządzić, aby kompetencje określonego ministra Korony wykonywane były wspólnie z innym ministrem, bądź nakazać zaprzestania takiego wykonywania[1].

## Rozporządzenie królewskie a pozostałe przepisy prawne
Rozporządzenie wydane przez monarchę może zawierać także inne dodatkowe przepisy, które stanowią podstawę do wykonywania w pełni całego rozporządzenia, w połączeniu z konkretnymi przepisami. Stanowią one o przekazaniu mienia, prawa, a także zobowiązań, którymi dysponował minister Korony, powiązanych z kompetencjami, które podlegały rozdzieleniu lub przekazaniu. Królewskie rozporządzenia mogą dotyczyć prowadzenia oraz ukończenia przez ministra bądź na podstawie pełnomocnictwa ministra, który dysponuje kompetencją, działań, jakie zostały rozpoczęte przez określonego ministra Korony lub na mocy jego pozwolenia przed wejściem w życie rozporządzenia. Istotnym jest także dostosowanie aktów prawnych, mających ścisły związek z przekazaną kompetencją. Umożliwią one prawidłowe wykonywanie rozporządzeń przez ministrów bądź ich urzędników. Wspomniane przepisy zawarte w aktach prawnych regulują także liczbę stanowisk, w stosunku do których możliwe jest wypłacanie stosownego wynagrodzenia, oraz w art. 2 i Załączniku nr 2 ustawy o wykluczeniu możliwości członkostwa w Izbie Gmin z 1975 roku, a także takich modyfikacji, które wskazywane są w przypadku przekazania właściwości lub rozwiązania departamentu w wyniku wydania rozporządzenia królewskiego. Regulują one kwestię zastąpienia ministra, któremu przekazano kompetencję, innym ministrem, a aspekcie wszelkich aktów prawnych, umów lub postępowań prawnych, wydanych lub rozpoczętych jeszcze przed pojawieniem się rozporządzenia w porządku krajowym.

## Zmiany w departamentach urzędu sekretarza stanu lub ich właściwości
Monarcha w momencie zmiany w departamentach urzędu sekretarza stanu lub zmianą właściwości sekretarza stanu ma możliwość ustanowienia w wydanym przez siebie rozporządzeniu przepisów dodatkowych, lub wtórnych. Są one niezbędne lub zalecane w związku ze zmianą, razem z przepisami:
- czyniąc sekretarza stanu pojedynczą osobą prawną
- związanymi z przekazaniem mienia, praw lub zobowiązań wobec sekretarza stanu bądź przez niego samego
- związanymi z dostosowaniem aktów prawnych odnoszących się do sekretarza stanu lub departamentu sekretarza stanu
- związanymi z zastąpieniem przez konkretnego sekretarza stanu lub departamentu sekretarza stanu innego w jakikolwiek aktach, umowach bądź postępowaniach prawnych wydanych lub rozpoczętych, zanim rozporządzenie pojawi się w krajowym porządku prawnym[1].

Minister Korony wydając zaświadczenie, które jednocześnie poświadcza, że mienie uznane przez innego ministra zaraz przed opublikowaniem rozporządzenia w prawnym porządku krajowym, zostało przekazane na podstawie rozporządzenia danemu ministrowi odpowiedzialnemu za wydanie zaświadczenia, staje się wiarygodnym potwierdzeniem przekazania.

## Udzielenie mienia sekretarzowi stanu lub od niego
Zasada przekazania mienia sekretarzowi stanu realizuje się w momencie, kiedy akt prawny, wspólnie z zarządzeniem opublikowanym na gruncie tej ustawy, ustanawia, że wymieniony sekretarz stanu bądź jego następcy stają się jednostkową osobą prawną. Reguła ta ma zastosowanie nawet w razie, kiedy urząd pojedynczej osoby prawnej jest w danej chwili zajęty. W razie podjęcia czynności przez innego sekretarza stanu lub w określony sposób z nim powiązany wobec wymienionego sekretarza stanu, który zajmuje stanowisko jednostkowej osoby prawnej, działania te nadal obowiązują. Przyjmuje się pewną fikcję, jakoby zostały one dokonane przez sekretarza stanu lub w związku z nim. Poprzednie postanowienia Ustawy nie zostają w żaden sposób wyłączone. Dokument, umowa bądź inny akt podlega wykonaniu przez wskazanego sekretarza stanu, który pełni funkcję wspomnianej osoby prawnej, ma znaczący charakter. Dzieje się tak, kiedy został on opatrzony pieczęcią wspomnianej osoby prawnej sekretarza stanu, potwierdzonym podpisem innego sekretarza stanu, lub sekretarza w departamencie sekretarza stanu, lub osoby uprawnionej do działania przez sekretarza stanu.

## Zmiana tytułu ministrów
Jeżeli monarcha uzna, że w rozporządzeniu królewskim słusznym jest zarządzenie o zmianie tytułu ministra Korony, rozporządzenie zawiera w sobie decyzję wprowadzającą nowy tytuł:
- do aktów prawnych
- do aktów, umów bądź postępowań prawnych opublikowanych lub rozpoczętych, zanim rozporządzenie pojawiło się krajowym porządku prawnym.

Wcześniejsze regulacje kształtujące kompetencje ministrów Korony, zawierały także uzgodnienie o uposażeniu Lidera Opozycji JKM. W tej chwili materia ta jest unormowana przez Ustawę Ministerial and Other Salaries Act z 1975 r.